# El último túnel
El último túnel é um filme de drama mexicano de 1987 dirigido e escrito por Servando González. Foi selecionado como representante do México à edição do Oscar 1988, organizada pela Academia de Artes e Ciências Cinematográficas.

## Elenco
- David Reynoso - Manuel Iglesias 'El Mayor'
- Gerardo Zepeda - Pequeño
- Enrique Lucero - Juan Penagos
- Ignacio Guadalupe - Julián
- Holda Ramírez - Anarica
- Pablo Ortega - Oromi
- Claudio Sorel - Beltrán